# جایزه بزرگ مکزیک ۲۰۱۵
جایزه بزرگ مکزیک ۲۰۱۵ (انگلیسی: ‎2015 Mexican Grand Prix‎) یک مسابقهٔ موتوری در رشتهٔ اتومبیل‌رانی فرمول یک بود که در تاریخ ۱ نوامبر ۲۰۱۵ در پیست هرمانوس رودریگز واقع در مکزیکو سیتی، مکزیک برگزار شد. این گراند پری در میان ۱۹ گراند پری در فصل ۲۰۱۵، مسابقهٔ شمارهٔ ۱۷ بود.
در این مسابقه که در ۷۱ دور و به مسافت ۳۰۵٫۳۵۴ کیلومتر (۱۸۹٫۷۳۸ مایل) برگزار شد، پول پوزیشن توسط نیکو رزبرگ کسب شد و سریع‌ترین زمان برای طی یک دور پیست که برابر با ۱:۲۰٫۵۲۱ بود نیز توسط نیکو رزبرگ به ثبت رسید.
نیکو رزبرگ از تیم مرسدس، لوئیز همیلتون از تیم مرسدس و والتری بوتاس از تیم ویلیامز-مرسدس به‌ترتیب مقام‌های اول تا سوم مسابقه را کسب کردند.

## رده‌بندی قهرمانی پس از مسابقه
|       | جایگاه | راننده        | امتیاز |
| ----- | ------ | ------------- | ------ |
|       | ۱      | لوئیز همیلتون | ۳۴۵    |
| ۱     | ۲      | نیکو رزبرگ    | ۲۷۲    |
| ۱     | ۳      | سباستیان فتل  | ۲۵۱    |
| ۱     | ۴      | والتری بوتاس  | ۱۲۶    |
| ۱     | ۵      | کیمی رایکونن  | ۱۲۳    |
| منبع: |        |               |        |

|       | جایگاه | سازنده            | امتیاز |
| ----- | ------ | ----------------- | ------ |
|       | ۱      | مرسدس             | ۶۱۷    |
|       | ۲      | فراری             | ۳۷۴    |
|       | ۳      | ویلیامز-مرسدس     | ۲۴۳    |
|       | ۴      | رد بول ریسینگ-رنو | ۱۷۲    |
|       | ۵      | فورس ایندیا-مرسدس | ۱۱۲    |
| منبع: |        |                   |        |

یادداشت
- تنها پنج جایگاه نخست از هر رده‌بندی نمایش داده شده‌است.